# 디미트리스 살핑기디스
디미트리스 살핑기디스(그리스어: Δημήτρης Σαλπιγγίδης, 1981년 8월 18일 ~ )는 그리스의 전 축구 선수로, 포지션은 스트라이커 및 오른쪽 윙어이다.

## 축구인 경력

### 선수 경력
그가 어린 시절부터 응원하던 팀인 PAOK FC에서 축구 경력을 시작하였다. 프로 무대 입성 후 첫 시즌인 1999-2000 시즌엔 리그 출전 기록을 세우진 못하였으나 AO 카발라로의 2년 간의 임대 생활동안 43경기 25골이라는 준수한 기록을 세워 임대 복귀 후 출장 기회를 잡기 시작하였다. 2003-04 시즌을 앞두고 주전 선수들이 팀의 재정난으로 대거 이탈하자 팀의 주장으로 임명되는 동시에 주전으로 활약하기 시작하였다. 살피기디스는 2005-06 시즌 17골로 리그 득점왕을 차지하였으나 PAOK의 재정난 악화로 이적 대상 명단에 올라 이적을 추진하게 되었다. 길고 긴 협상 끝에 180만 유로에 선수 3명을 PAOK로 이적시키는 대형 트레이드로 파나티나이코스 FC로 이적하게 되었다. PAOK의 팬들은 이 이적에 실망감과 분노를 감추지 않았다. 살피기디스는 PAOK의 팬들에게 배신자로 낙인찍히게 되었고 그를 이적시키기로 결정한 PAOK의 회장은 회장직에서 내려오게 되었다.
파나티나이코스로 이적한 살피기디스는 2008년과 2009년 그리스 리그 올해의 선수로 선정되는 등 성공적인 시즌을 보낸 후 계약 기간이 만료되자 원 소속팀인 PAOK로 복귀하였다.
한편 2010년 FIFA 월드컵에 그리스 국가대표로 출전한 살핑기디스는 조별리그 2차전에서 나이지리아를 상대로 전반 44분 동점골을 기록함으로써 그리스 역사상 월드컵 첫 골을 기록하였다. 당시 그리스 대표팀은 후반전에 터진 바실리스 토로시디스의 골로 2-1 역전승을 거둠으로 인해 역사상 월드컵 본선 첫승까지 동시에 챙겼다.